# Professionals de Pittsburgh
Les Professionals de Pittsburgh sont une franchise de hockey sur glace d'Amérique du Nord. Ils sont basés à Pittsburgh, dans l'état de la Pennsylvanie et font partie de la Ligue internationale de hockey lors des trois saisons d'existences de la ligue.

## Historique
Au début des années 1900, la ville de Pittsburgh accueille les matchs de la Western Pennsylvania Hockey League sur la glace du Duquesne Gardens. En 1904, l’International Professional Hockey League est créée en tant que première ligue professionnelle entre ville des États-Unis. Les Professionals sont alors créés et deviennent la première équipe professionnelle de Pittsburgh.
En 1907, les ligues professionnelles se développent également au Canada ; la majorité des joueurs des Pros mais également des joueurs de l'IPHL étant Canadiens, ils décident de rentrer au pays et la ligue arrête ses activités après seulement trois saisons d'existence.

## Saison par saison
| Saison    | PJ | V  | D  | N | BP  | BC  | Pts | %V   | Classement |
| --------- | -- | -- | -- | - | --- | --- | --- | ---- | ---------- |
| 1904-1905 | 24 | 8  | 15 | 1 | 82  | 144 | 17  | 35,4 | 4e place   |
| 1905-1906 | 24 | 15 | 9  | 0 | 121 | 84  | 30  | 62,5 | 3e place   |
| 1906-1907 | 25 | 12 | 12 | 1 | 94  | 82  | 25  | 50,0 | 3e place   |